# インスタレーション

ロンドンの現代美術館テート・モダンでのレイチェル・ホワイトリードによるインスタレーション作品『エンバンクメント』

インスタレーション (英語: installation art) は、1970年代以降一般化した、絵画・彫刻・映像（動画）・写真などと並ぶ現代美術における表現手法・ジャンルの一つ。ある特定の室内や屋外などにオブジェや装置を置いて、作家の意向に沿って空間を構成し変化・異化させ、場所や空間全体を作品として体験させる芸術。
空間全体が作品であるため、鑑賞者は一点一点の作品を「鑑賞」するというより、作品に全身を囲まれて空間全体を「体験」することになる。鑑賞者がその空間を体験（見たり、聞いたり、感じたり、考えたり）する方法をどのように変化させるかを要点とする芸術手法である。
ビデオ映像を上映して空間を構成することもあれば（ビデオ・インスタレーション）、音響などを用いて空間を構成する（サウンド・インスタレーション）こともある。最初はおもに彫刻作品の展示方法の工夫や、ランドアート・環境芸術の制作、パフォーマンスアートの演出に対する試行錯誤から誕生したが、次第に彫刻などの枠組みから離れ、独自の傾向を見せるようになったため、独立した表現手法として扱われるようになった。

## 概要

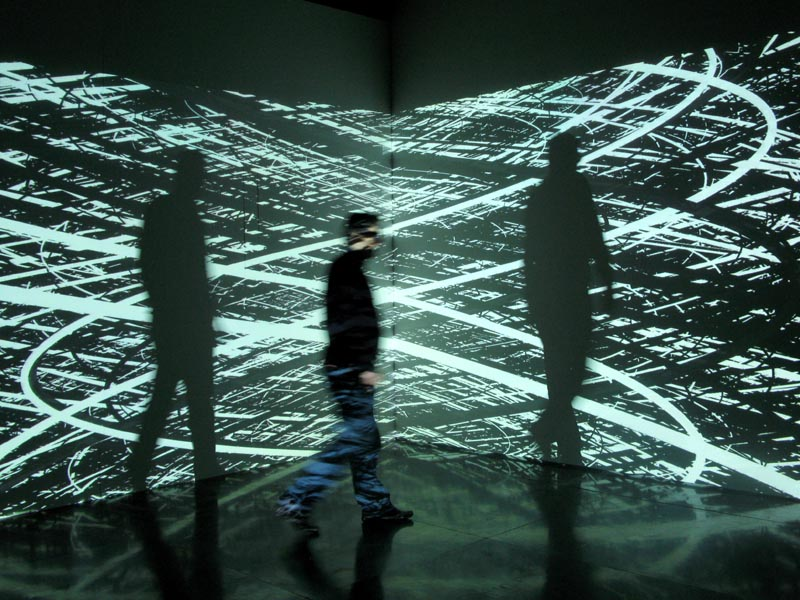
デジタル・アーティスト、パスカル・ドンビス によるインスタレーション、『Irrationnal Geometrics』

インスタレーションとは、元の意味は「設置」「取付」「インストールする」という意味であり、古くから美術館の壁面などへの作品展示も「インスタレーション (installation) 」と呼ばれていたが、壁や床一面に絵画や彫刻を飾り付けていた時代はインスタレーション（設置）の方法はあまり問われなかった。ヴォルフ・フォステルは、1963年にニューヨークのスモーリン・ギャラリーで、インスタレーションを展示した
展示方法の工夫を通して鑑賞者への見せ方を意識することはロダンら一部の彫刻家が先駆的に取り組んだが、やがて展示方法によって空間自体を作品化することが美術の一手法として認識されはじめ、彫刻や絵画などから独立した。
中国や韓国では「装置芸術」「設置芸術」などと呼ばれることもあるが、日本では一般に「インスタレーション」の名称が用いられる。
インスタレーションを制作するにあたり、映像、彫刻、絵画、日常的な既製品（レディメイド）や廃物、音響、スライドショー、パフォーマンスアート、コンピュータなど、どのようなメディアを使用するか、また美術館や画廊などのギャラリースペース、住宅など私的空間、広場・ビルディングなどの公的空間、人のいない自然の中などどのような場所を用いるか、などは特に制約はない。

## 詳細

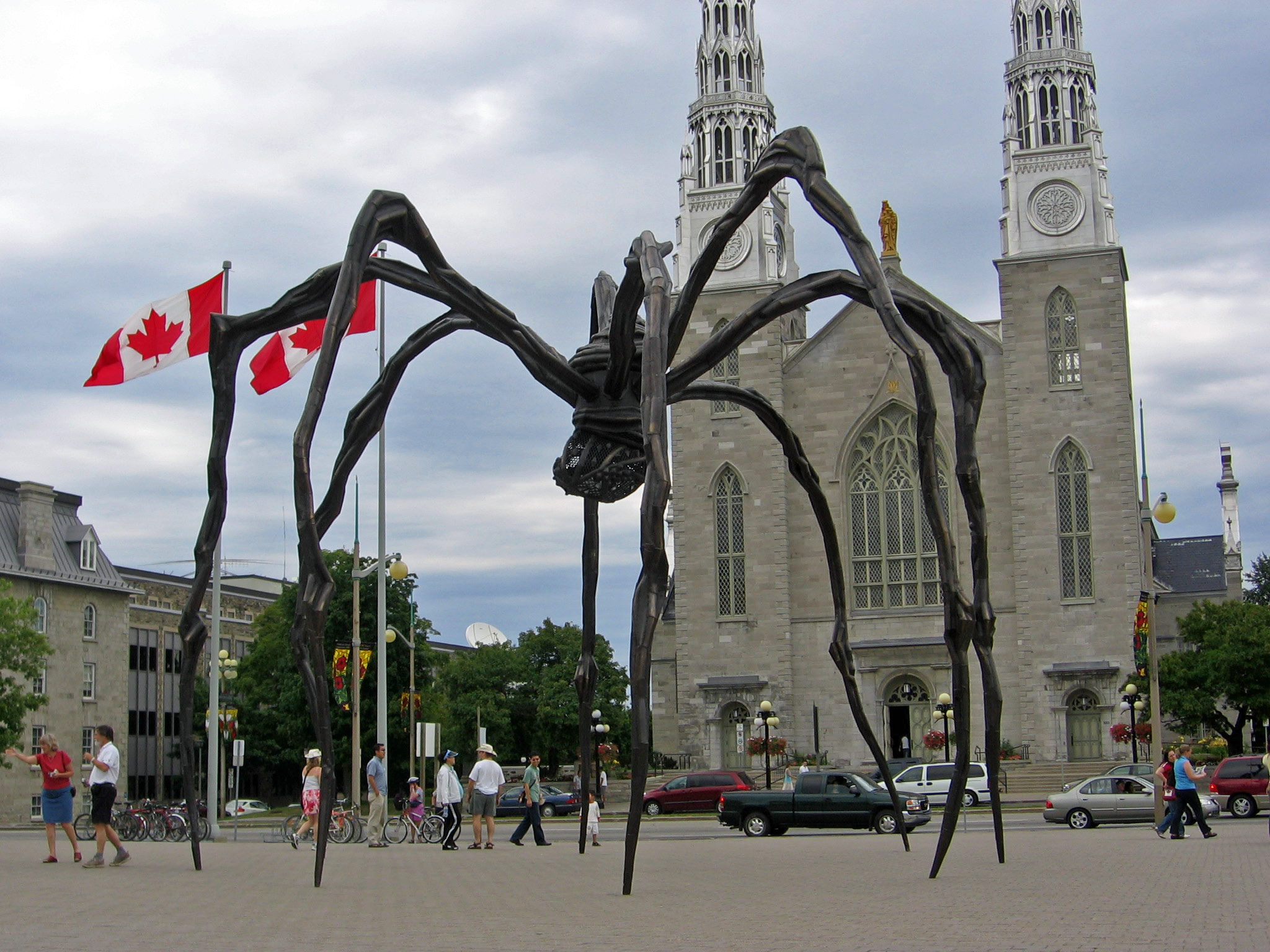
オタワのノートルダム大聖堂前に出現したルイーズ・ブルジョワの作品「ママン」

インスタレーションは下記の例外を除き一時的（テンポラリー）なものであり、展覧会期が終われば撤去されてしまい人々の記憶の中にしか残らない。鑑賞や体験をするにはインスタレーションが展示されている場所まで行く必要がある。写真や映像記録で追体験する方法もあるが、彫刻などと同様に写真を見るだけではその作品を体験したとはいえない。ただしその写真や映像は独立した作品で有り、一般的な写真や映像と同様に魅力を発揮する作品になることもある。
また、インスタレーションは設置場所に固有（サイトスペシフィック）のものという見解もある。近代以降の西洋の芸術作品は、額に入った絵画や台座に乗った彫刻などのスタイルになり教会などの建築物から自立し、世界中のどこに置いても同じように成立すると考えられるようになった。しかしこれに対して、インスタレーション作品は設置場所の形状や周囲の壁面・建築・地形との関係、その場所にかかわる歴史や記憶などから発想して制作され、これらと結びついている。
作家や美術商がインスタレーション制作前に習作として描いたドローイングや試作模型、インスタレーション制作後の記録写真、使用済みの部材などを販売することもある（ただし、これらはインスタレーションそのものでは無い）。

## 歴史

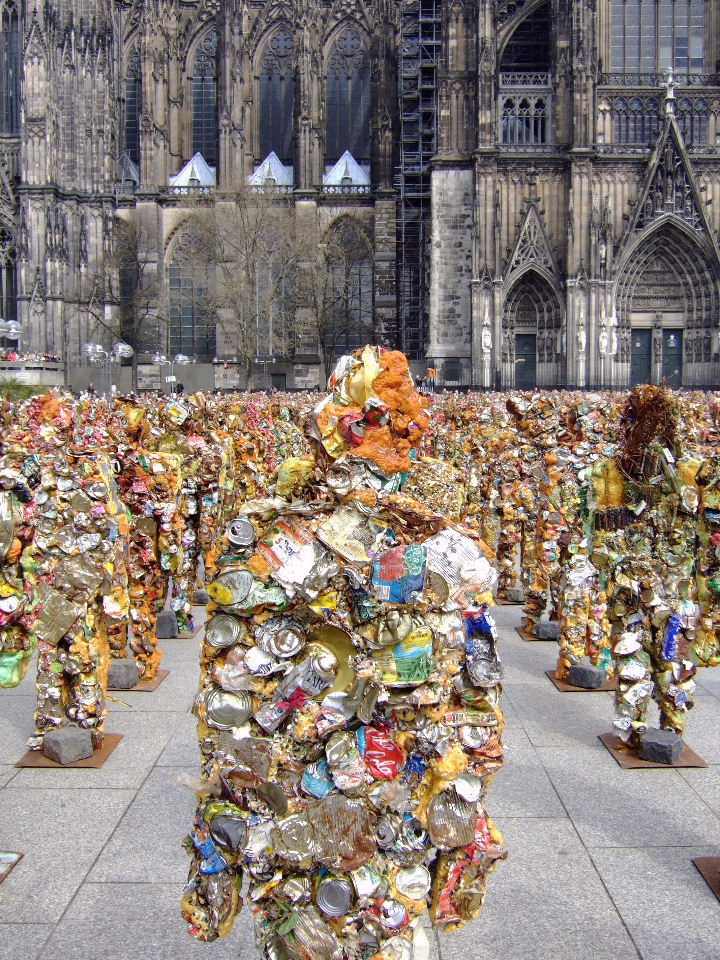
ドイツの芸術家、HA シュルト によるインスタレーション『ごみ人間』 (Trash people) 。ケルン大聖堂前広場にて

もともと西洋の現代美術の一ジャンルで、1970年代以降に盛んになったものである。絵画や彫刻など既存のジャンルに収まりきらない作品をまとめてこのように呼ぶようになった。起源ははっきりとはしていないが、イタリア・ローマアカデミーの舞台美術科を卒業し、その後舞台美術を応用した作品群を発表しているピーノ・パスカーリ（1960年代）がインスタレーションの創成期のもっとも早い作家の一人である。そのながれは今日のアルテ・ポーヴェラへと引き継がれている。
またアメリカにおいて1950年代末にハプニングを創始し理論化したアラン・カプローらも、ハプニングにおいてパフォーマンスを演じる際の装置や作品をゲリラ設置したりする環境を考える中で、環境芸術やインスタレーションに通じる問題意識を持つようになり、後のインスタレーションに影響を与えている。ほかにも1960年代のコンセプチュアル・アートなどに起源をもつ、形態に焦点を置く伝統的な彫刻概念から離れた立体作品群が、現在のインスタレーション・アートに強い影響を与えている。
西洋以外でのもっとも早い時期のインスタレーション・アートの例として、日本の「具体美術協会」の、1954年ごろの初期の野外（芦屋公園）における美術展やサンケイホール・草月ホール等の舞台に於けるパフォーマンスがあり、カプローらも後にハプニングやインスタレーションの初期の例として評価している。
さらに古い起源をたどれば、伝統的な彫刻などの系譜よりも、マルセル・デュシャンが行ったレディメイド（既製品をそのまま作品とする）やクルト・シュヴィッタースのメルツ芸術（廃物などを集めて再構成して作品を作る彼流のダダイスム。代表的なものに、自分の住宅内に作った巨大構造物メルツバウ（メルツ建築）など）にたどり着く。

## 主要なインスタレーション作家

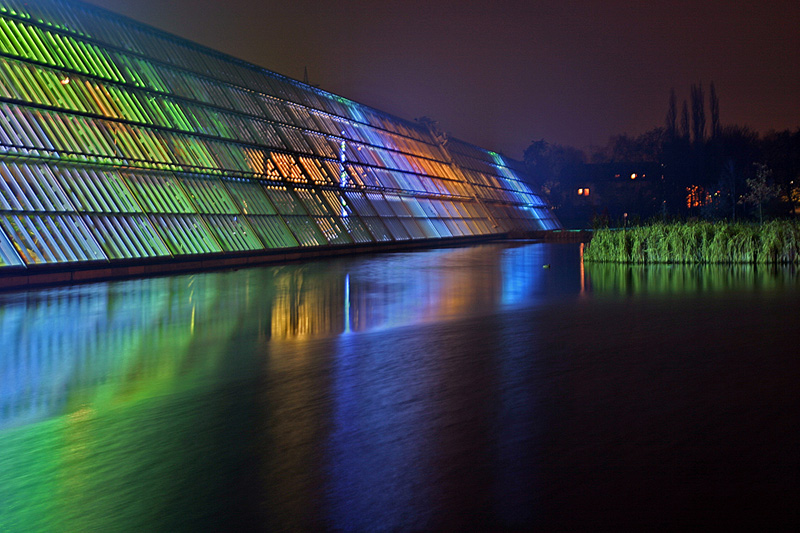
ドイツのゲルゼンキルヒェンにある科学公園 (:de:Wissenschaftspark Gelsenkirchen) の夜景。ダン・フレヴィンによる光のインスタレーション

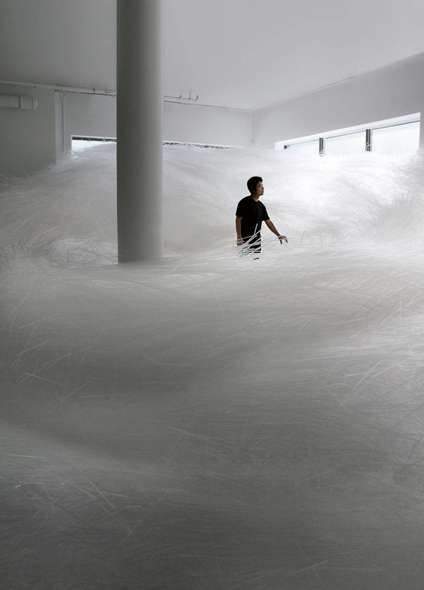
"Design Miami/ Designer of the Year/ Tornado (2007)"吉岡徳仁

- ダーン・ローズガールデ（英語版）[2]
- ハナムラチカヒロ[3]
- SouMa
- 荒木経惟
- ブライアン・イーノ
- リチャード・ウィルソン（英語版）
- アンディー・ウォーホル
- イリヤ・カバコフ
- アニッシュ・カプーア
- アラン・カプロー
- 川俣正
- 草間彌生
- クリストとジャンヌ＝クロード
- バーバラ・クルーガー
- アンディー・ゴールズワージー
- 柿崎順一
- ジェームズ・タレル
- 塩田千春
- スペンサー・チュニック
- 勅使河原宏
- ストーム・トーガソン（ヒプノシス）
- マルセル・デュシャン
- ヴァネッサ・ビークロフト
- ゲイリー・ヒル（英語版）
- トーマス・ヒルシュホルン
- イ・ブル
- クリスチャン・ボルタンスキー
- 水谷勇夫
- 宮島達男
- アネット・メサジェ
- ジャン・カルロ・リッカルディ
- 山本圭吾 (芸術家)
- ミン・ウォン
- アーノウト・ミック（英語版）
- 吉岡徳仁
- ドリス・サルチェード

## ギャラリー

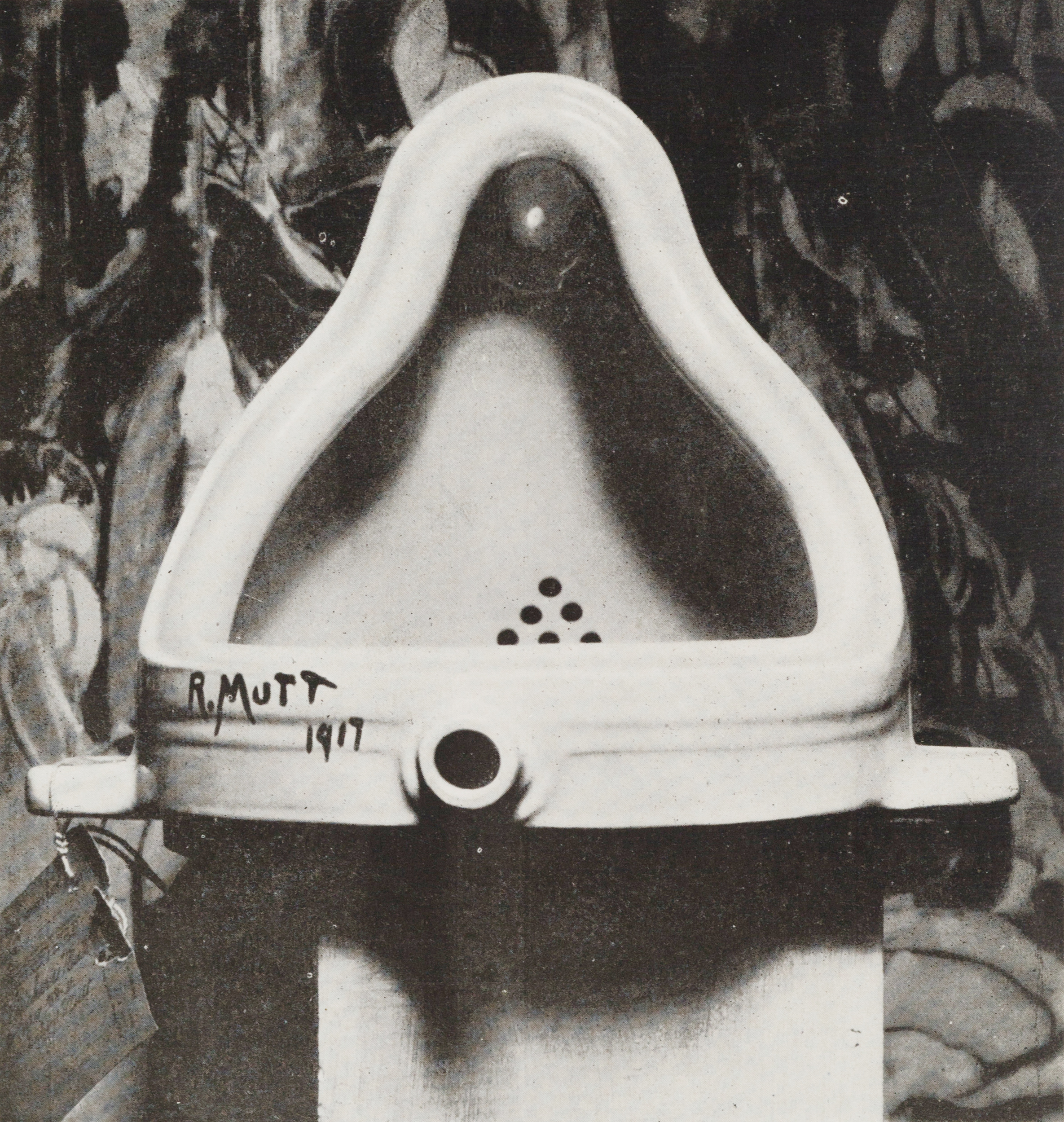
マルセル・デュシャン 、 噴水 、1917年。  アルフレッド・スティーグリッツによる写真。
モーリス・ベナユン（英語版） 、 Neorizon 、アーバンインタラクティブアートインスタレーション、2008年上海eArts Festival。
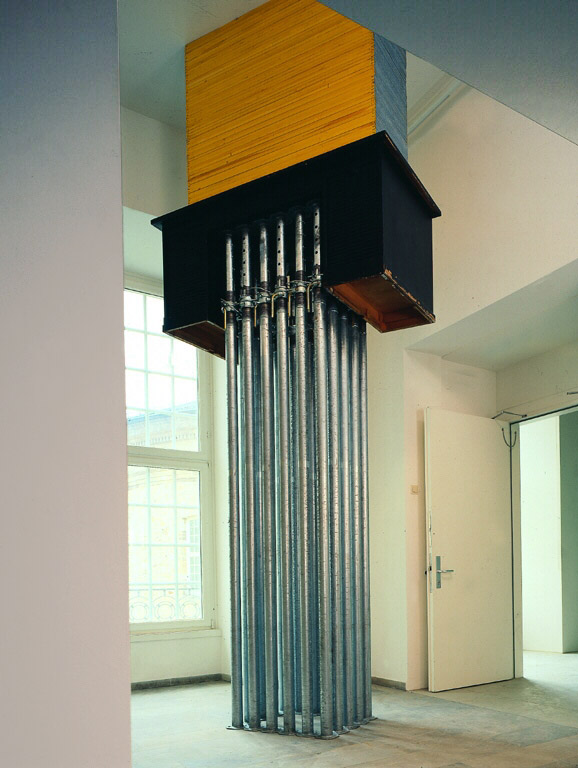
エバーハルト・ボスレット（英語版） 、AnmaßendI、 ドクメンタ 8、 カッセル 、 ドイツ 1987
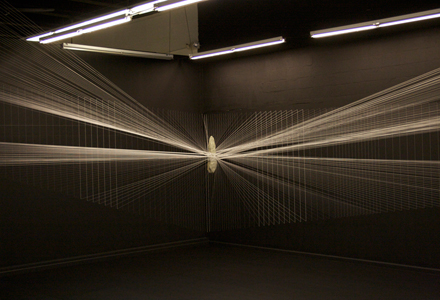
ミルトン・ベセラ（英語版） Ale'ya ダーバンSegniniギャラリー マイアミ 、2009年
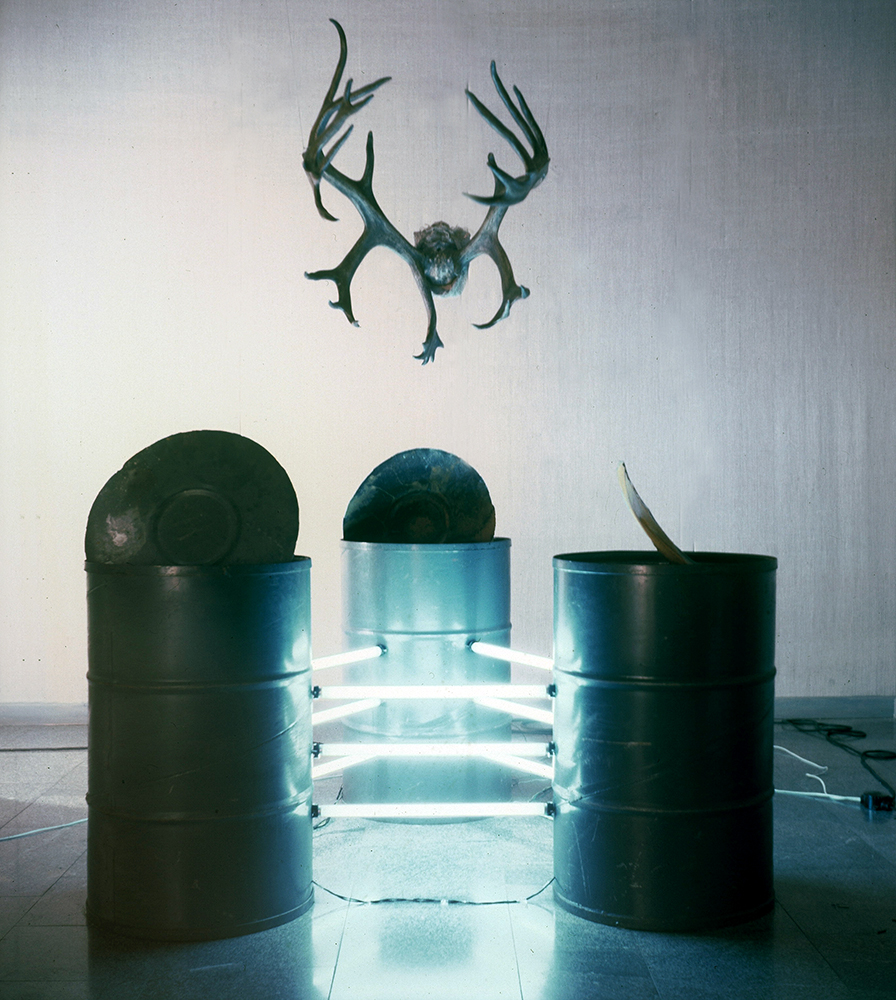
ヴァシリー・ラブチェンコ（英語版）、「ビッグベンビ」、1994
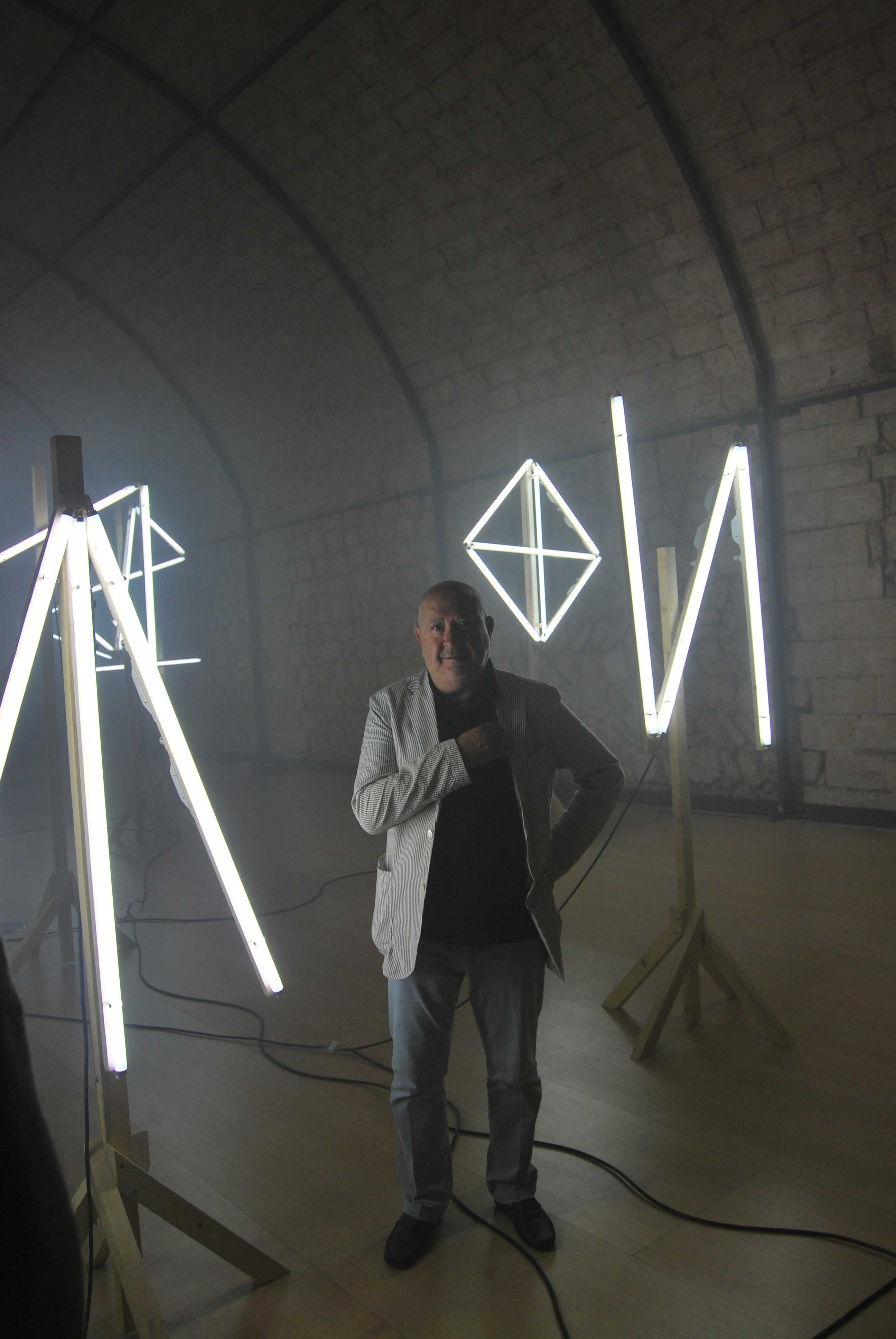
クリスチャン・ボルタンスキー、 シグニチャ 、2011年。
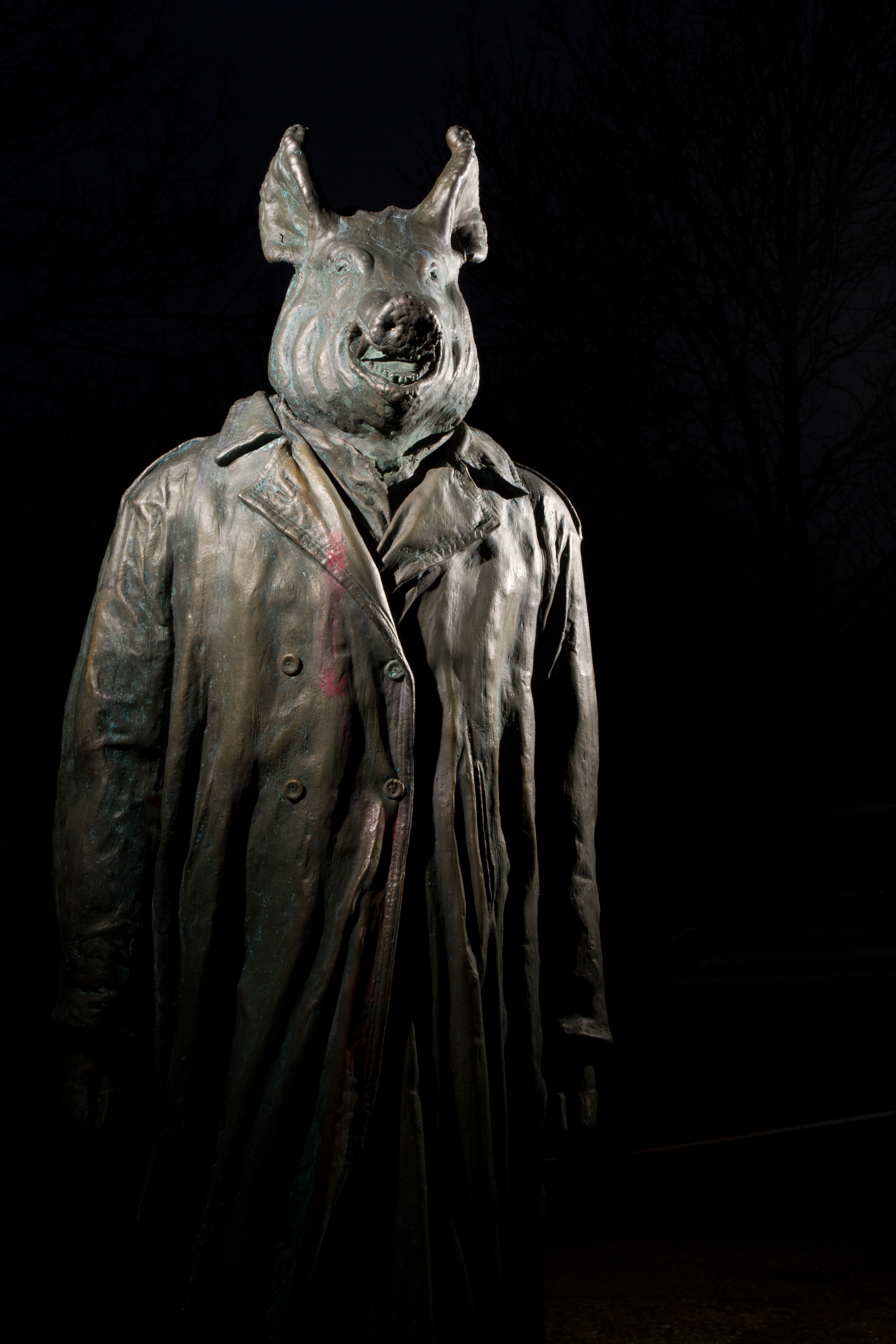
私の内なる獣（英語版） 、デンマークの芸術家イェンス・ガルスキオ（英語版）による彫刻。  当局の許可なしにヨーロッパ中の20の都市で展示。
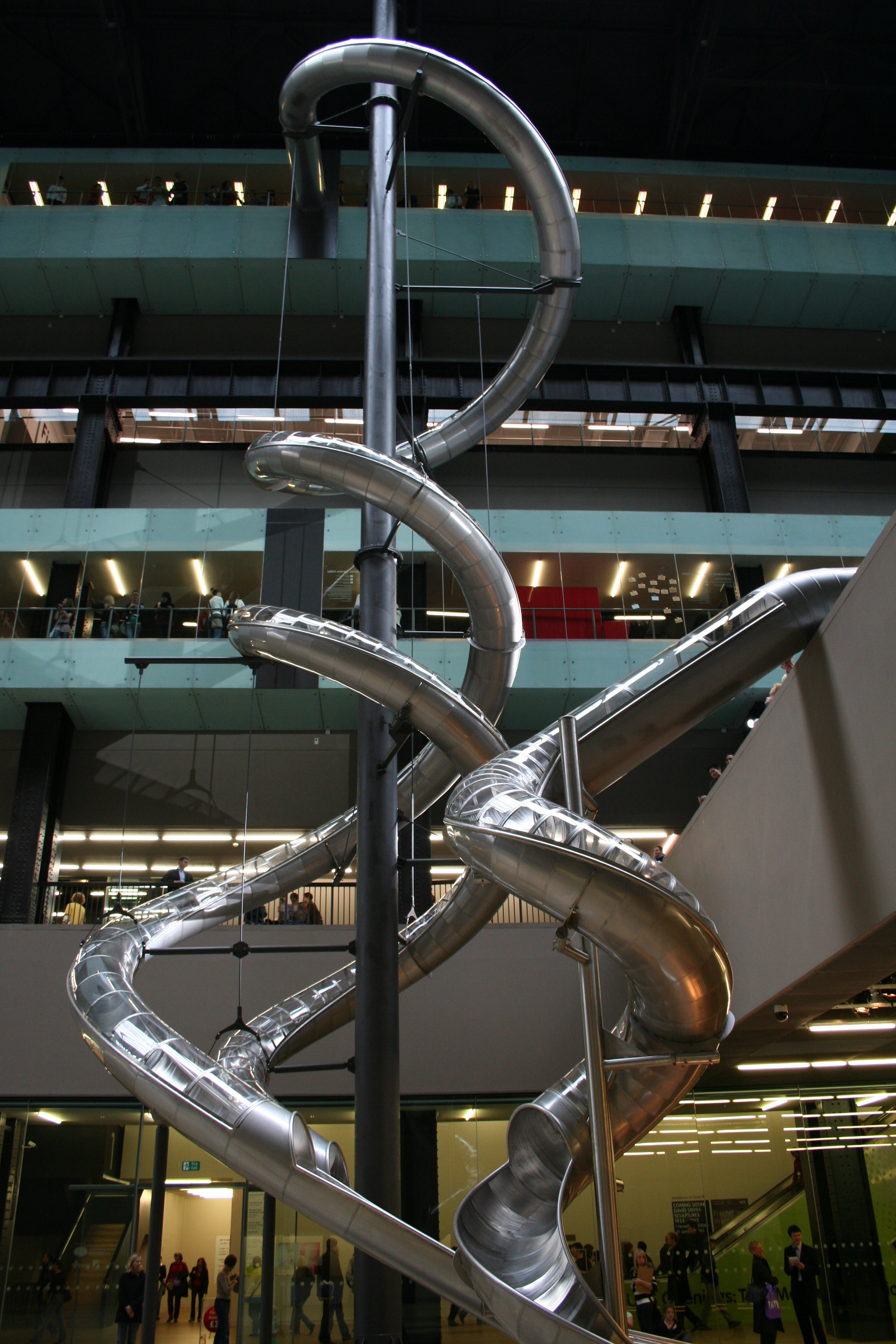
カルステン・ホラー（英語版） 。  テストサイト 、 Tate Modern 、2006。
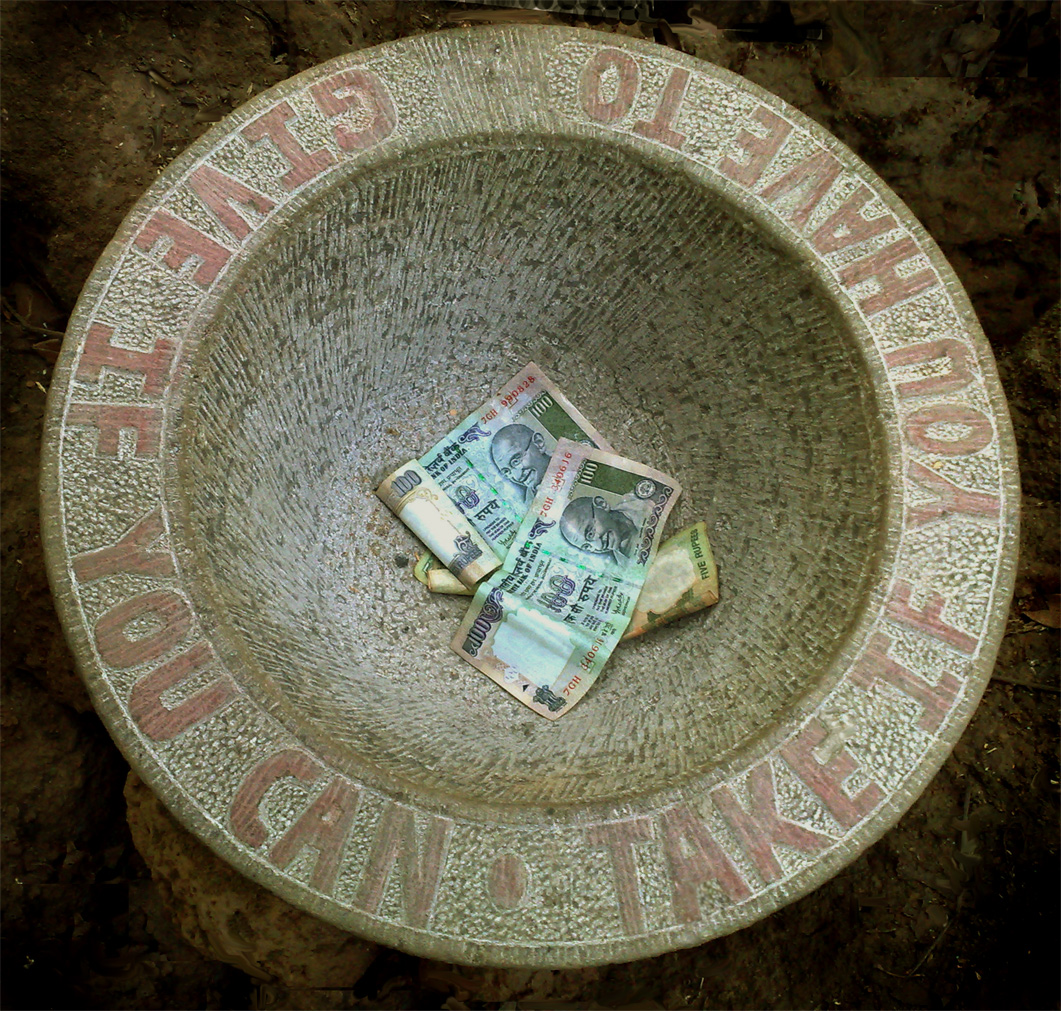
ジャック・ティリッキ（英語版） 、 アランボール（英語版） 、 ゴア 、 インド 。
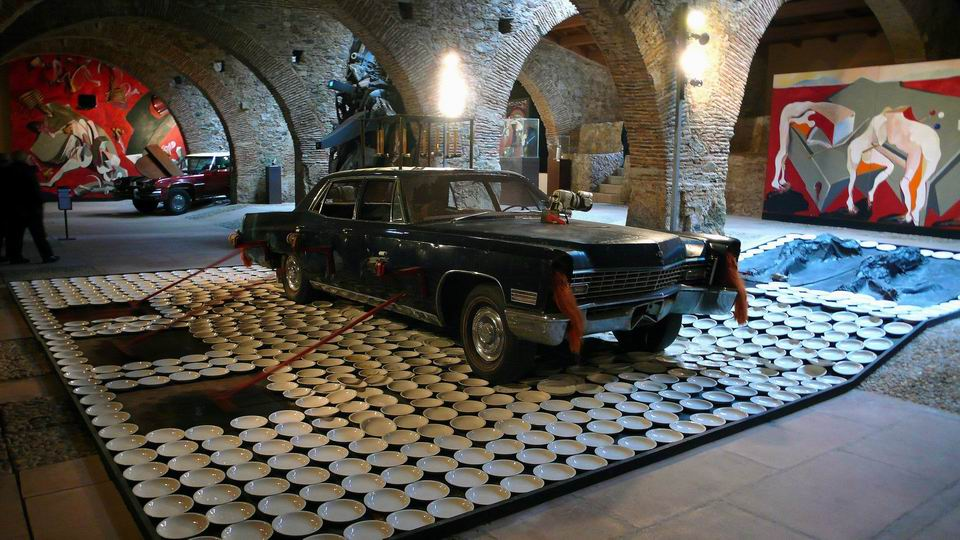
ヴォルフ・フォステル（英語版） 、1973年、Museo Vostell Malpartida。
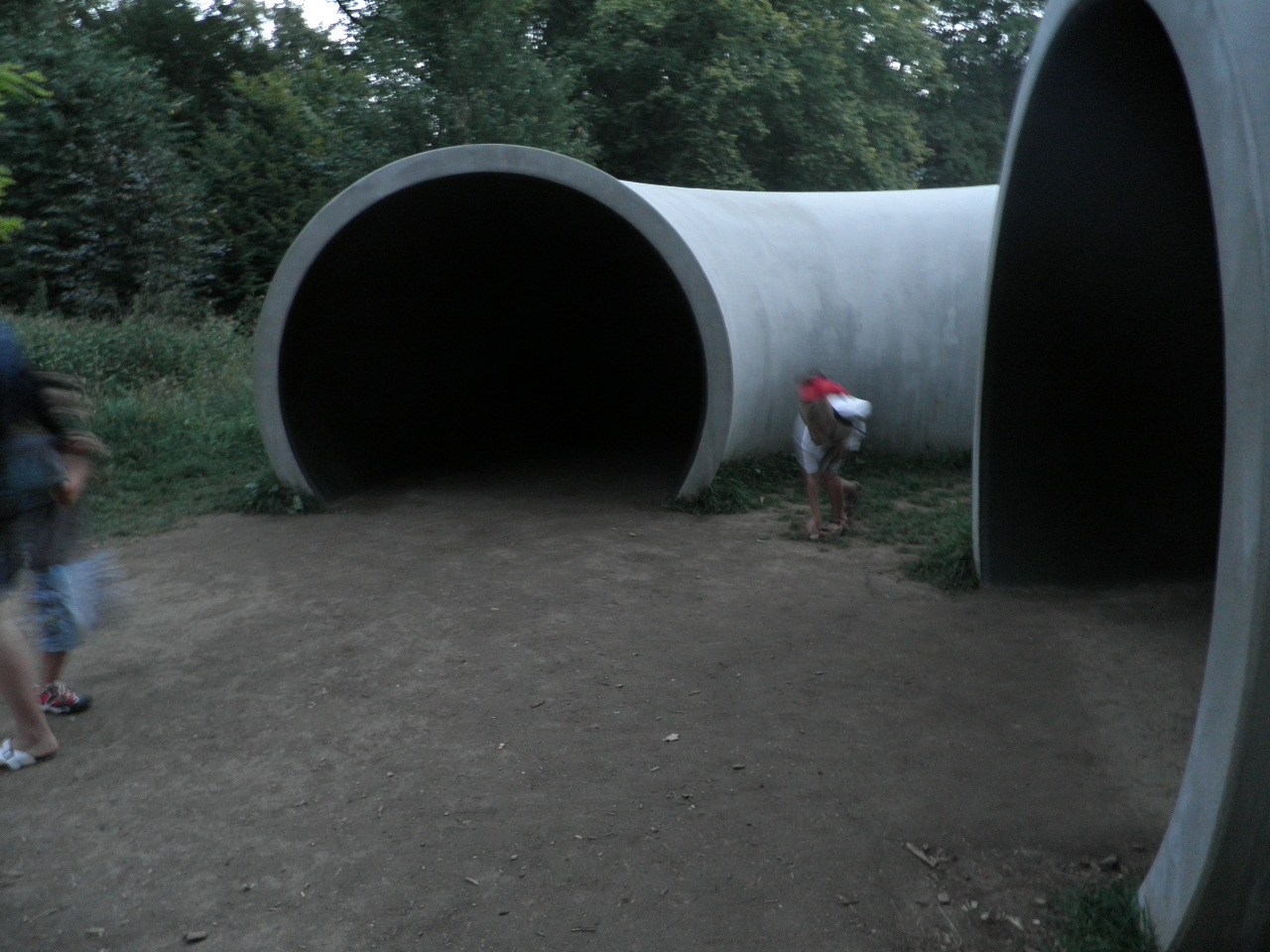
ガブリエル・レスター（英語版） 、DOCUMENTA (13)、2012。